# Hercegség
A hercegség olyan állam vagy egyéb terület, amelyet egy, adott uralkodó családba tartozó herceg vagy hercegnő irányít. Jellemző Európára, Ázsiára, Afrikára, továbbá a világ más részeire is, habár az utóbbiakban általában az európai gyarmatosítók nyomán jöttek létre. A hercegségek között alapvetően különbséget lehet tenni aszerint, hogy függetlenek, vagy egy másik állam (királyság) területéhez tartoznak (függők).

## Független hercegségek
A független hercegségeknek több fajtáját ismerjük – mindegyik közös abban, hogy az uralkodó (államfő) címe „herceg”, valamint abban, hogy területileg jelentősen kisebbek az átlagnál.
Azok a hercegségek, amelyekre mint „nagyhercegség” hivatkozunk, történelmük során végig függetlenek voltak (például Luxemburg).
A modern, demokratikus berendezkedésű, parlamenttel rendelkező hercegségekre, amelyekben a törvényhozás és végrehajtás funkciói külön kézben vannak, a „parlamentáris hercegség” kifejezést használjuk. Létezik az úgynevezett társhercegi rendszer, amely lényege, hogy az uralkodói címmel nem egy, hanem két személy – a két társherceg – rendelkezik. Ilyen ország Andorra, ahol a mindenkori francia köztársasági elnök, és a spanyol (katalán) Seu d'Urgell püspöke rendelkezik a címmel.
Példaként említendő még Monaco és Liechtenstein is, amelyekben egy-egy herceg az államfő.

### Önjelölt hercegségek, és önjelölt hercegek
A világon jelenleg több, olyan nemzetközileg nem elismert „ország” is létezik, amely függetlennek és hercegségnek véli magát. Ilyen például az angliai Sealand, amely egy második világháborús mesterséges szigetet tart magáénak (lakossága egy fő, területe pedig 550 m²); Seborga, egy olasz kisváros (4 km² területtel) és egy ausztráliai terület (ahol az alapító farmer a herceg – területe 75 km²).

### Mai hercegségek adatai
| Név                                      | Terület   | Főváros          | Herceg(ek)                                                                            |
| Andorra Principat d'Andorra              | 468 km²   | Andorra la Vella | a francia köztársasági elnök és a spanyol (katalán) Seu d'Urgell püspöke társhercegek |
| Liechtenstein Fürstentum Liechtenstein   | 160 km²   | Vaduz            | II. János Ádám herceg                                                                 |
| Luxemburg Grousherzogdem Lëtzebuerg      | 2 568 km² | Luxembourg       | Henrik luxemburgi nagyherceg nagyherceg                                               |
| Monaco Principatu de Múnegu              | 1,93 km²  | Monaco           | II. Albert herceg                                                                     |
|                                          |           |                  |                                                                                       |
| Hercegségek elhelyezkedése Európán belül |           |                  |                                                                                       |
|                                          |           |                  |                                                                                       |

## Függő hercegségek
A középkori Európában a hercegség a királyság részterületeként jelent meg. Itt a vezető a terület feudális birtokosa, a herceg volt. A századok során számos, nem független hercegség létezett a különféle országokban; még mai napig is vannak például Angliában. Mára ezek elvesztették a politikai jelentőségüket, sőt, már nem is jelentenek feltétlenül földrajzi egységet (példa erre a királyi család által használt „Wales hercege” cím).